# Barleria grandiflora
Barleria grandiflora är en akantusväxtart som beskrevs av Dalz.. Barleria grandiflora ingår i släktet Barleria och familjen akantusväxter. Inga underarter finns listade i Catalogue of Life.